# چاغلا کوبات
چاغلا کوبات (ترکی استانبولی: Çağla Kubat؛ زادهٔ ۱۶ نوامبر ۱۹۷۸) مدل، بازیگر و بادسوار اهل ترکیه است. او به عنوان بازیگر در دو سریال ترکیه‌اید در کنار قادر اینانیر واکتای کایناراجا حضور داشته‌است اما عمده شهرت او با عنوان یک ورزشکار حرفه‌ای در عرصه بادسواری است.